# James Burke (acteur)
Pour les articles homonymes, voir Burke et James Burke.
James Burke est un acteur américain né le 24 septembre 1886 à New York, États-Unis, et mort le 23 mai 1968 à Los Angeles, en Californie.

## Filmographie partielle
- 1933 : The Girl in 419 d'Alexander Hall et George Somnes (en)
- 1934 : Les Amants fugitifs (Fugitive Lovers) de Richard Boleslawski
- 1934 : Love Time de James Tinling
- 1935 : Le Gondolier de Broadway (Broadway Gondolier) de Lloyd Bacon
- 1935 : Roses de sang (So Red the Rose) de King Vidor
- 1935 : L'Extravagant Mr Ruggles (Ruggles of Red Gap) de Leo McCarey
- 1935 : The Affair of Susan de Kurt Neumann
- 1935 : L'Appel de la forêt (The Call of the Wild) de William A. Wellman
- 1935 : Les Joies de la famille (Man on the Flying Trapeze) de Clyde Bruckman
- 1935 : Welcome Home de James Tinling
- 1936 : L'Homme à l'héliotrope (Forgotten Faces) d'Ewald André Dupont
- 1936 : Héros d'un soir (Song and Dance Man) d'Allan Dwan
- 1937 : Un homme a disparu (The Perfect Specimen) de Michael Curtiz
- 1937 : La Furie de l'or noir (High, Wide, and Handsome) de Rouben Mamoulian
- 1937 : Life Begins with Love de Ray McCarey
- 1938 : La Patrouille de l'aube (The Dawn Patrol) d'Edmund Goulding
- 1938 : Quelle joie de vivre (Joy of Living) de Tay Garnett
- 1938 : Deux Camarades (Orphans of the Street) de John H. Auer
- 1938 : Ah ! ces vedettes ! (The Affairs of Annabel) de Benjamin Stoloff
- 1939 : Mon mari court encore (Fast and Furious) de Busby Berkeley
- 1939 : Un jour au cirque (At the Circus) d'Edward Buzzell
- 1940 : Little Nellie Kelly de Norman Taurog
- 1941 : L'Or du ciel (Pot o' Gold) de George Marshall
- 1941 : Échec à la Gestapo (All Through the Night) de Vincent Sherman
- 1941 : Le Tombeur du Michigan (Reaching for the Sun) de William A. Wellman
- 1941 : Ellery Queen's Penthouse Mystery de James Patrick Hogan
- 1941 : Million Dollar Baby de Curtis Bernhardt
- 1942 : Une nuit inoubliable (A Night to Remember) de Richard Wallace
- 1946 : Révolte à bord (Two Years Before the Mast) de John Farrow
- 1947 : Dernière lune de miel (Lost Honeymoon) de Leigh Jason
- 1947 : L'Étoile des étoiles (Down to earth) d'Alexander Hall
- 1947 : Sang et Or (Body and Soul) de Robert Rossen
- 1947 : Californie terre promise (California) de John Farrow
- 1947 : Ils étaient quatre frères (Blaze of Noon) de John Farrow
- 1948 : Night Wind de James Tinling
- 1948 : La Mariée du dimanche (June Bride) de Bretaigne Windust
- 1950 : Terre damnée (Copper Canyon) de John Farrow
- 1952 : L'Étoile du destin (Lone Star) de Vincent Sherman
- 1956 : Les Échappés du néant (Back from Eternity) de John Farrow
- 1957 : La Femme et le Rôdeur (The Unholy Wife) de John Farrow

## Télévision partielle
- 1958-1959 : Au nom de la loi (Wanted Dead or Alive) (série TV) 
  - Saison 1 épisode 3 : Sheriff John Tatum
  - Saison 2 épisode 15 (Chain gang) : Sheriff Blore